# Cecil Forsyth
Cecil Forsyth, född 30 november 1870 i Greenwich i London, död 7 december 1941 i New York, var en brittisk tonsättare och musikvetare. Vid första världskrigets utbrott 1914 flyttade han till New York. Efter studier vid Edinburghs universitet och Royal College of Music spelade han viola i olika orkestrar i London. Hans mest kända komposition är violakonserten i g-moll som uruppfördes vid Proms 1903 med Émile Férir som solist.

## Kompositioner (urval)

### Instrumentalmusik
- Violakonsert i g-moll (1903)
- Chanson Celtique för viola och orkester (även i version för viola och piano) (1906)
- Autumn Night, vals för piano (1916)
- The Dark Road för viola och stråkorkester (1922)

### Vokalmusik
- Credo – He Will Forgive, sakral sång till text av tonsättaren (1903)
- Two Songs. 1. Idyll – 2. Devotion till text av tonsättaren (1903)
- Remember för röst och piano till text av Christina Rossetti (1907)
- Variations from the Nursery Rhyme 'Old King Cole' för blandad kör och piano till text av tonsättaren (1912)
- Kubla Khan, kantat för manskör a cappella till text av Samuel Taylor Coleridge (1913)
- Twilight Night för blandad kör a cappella till text av Christina Rossetti (1915)
- The Last Supper för baryton och blandad kör med orgel- eller orkesterackompanjemang (1916)
- The Return för röst och piano till text av Arthur Symons (1916)
- Oh, Red is the English Rose för röst och piano till text av Charles Alexander Richmond (1917)
- Bring Her Again, O Western Wind för röst och piano till text av William Ernest Henley (1918)
- Call Me Thine för röst och piano till text av Samuel Taylor Coleridge (1918)
- God's Acre för tenor, manskör och piano till text av William Ernest Henley (1918)
- In Old Japan för tenor, manskör och piano till text av William Ernest Henley (1918)
- Love’s Last Gift för damkör till text av Dante Gabriel Rossetti (1918)
- A Masque för röst och piano till text av H.J. MacLean (1918)
- Mr. Alphabet's Holiday för manskör och piano till text av tonsättaren (1918)
- Tell Me Not of a Lovely Lass för röst och piano till text av tonsättaren (1918)
- The Watcher för röst och piano till text av James Stephens (1918)
- The Bell-Man för röst och piano (1919)
- Broken Threads för röst och piano till text av Walter Savage Landor (1919)
- Tinker, Tailor, ”körballad” för sopran, kontraalt och damkör med piano- eller orkester-ackompanjemang (1919)
- The Cat and the Gold Fish, kantat för damkör till text av Thomas Gray (1920)
- Lady Anne för damkör och piano till text av tonsättaren (1920)
- Sunrise för tenor och manskör till text av tonsättaren (1920)
- Tobacco för manskör a cappella till text av tonsättaren (1920)
- At the Play. An Allegory on Four Notes för manskör med pianoackompanjemang till text av tonsättaren (1921)
- Snow Fairies för damkör och piano (1921)
- The Cave-Men för manskör till text av tonsättaren (1922)
- The Luck of Eden Hall, körballad för manskör och sopran med piano- eller orkester-ackompanjemang (1922)
- Summer Time för damkör till text av tonsättaren (1924)
- To America för damkör till text av Alfred Austin (1924)
- The Wind för damkör med ackompanjemang av piano eller liten orkester till text av Christina Rossetti (1924)
- I Was a King in Babylon för manskör till text av William Ernest Henley (1926)
- The Cross of Light, sakral sång till text av tonsättaren (1927)
- To a Pianist, för röst och piano till text av tonsättaren (1927)
- To Helen för manskör a cappella till text av Edgar Allan Poe (1927)
- My Difficulties with May, för baryton och manskör till text av tonsättaren (1931)
- Old Stuff. An Ancient Crack for Men's Voices till text av tonsättaren (1931)
- My Fictitious Palace till text av tonsättaren (1936)

### Operor
- Westward Ho!
- Cinderella